# ایکدا، هوکایدو
ایکدا، هوکایدو (به لاتین: Ikeda, Hokkaido) یک منطقهٔ مسکونی در ژاپن است که در Tokachi Subprefecture واقع شده‌است. ایکدا  ۷٬۷۱۸ نفر جمعیت دارد.